# Marion Kemmerzell

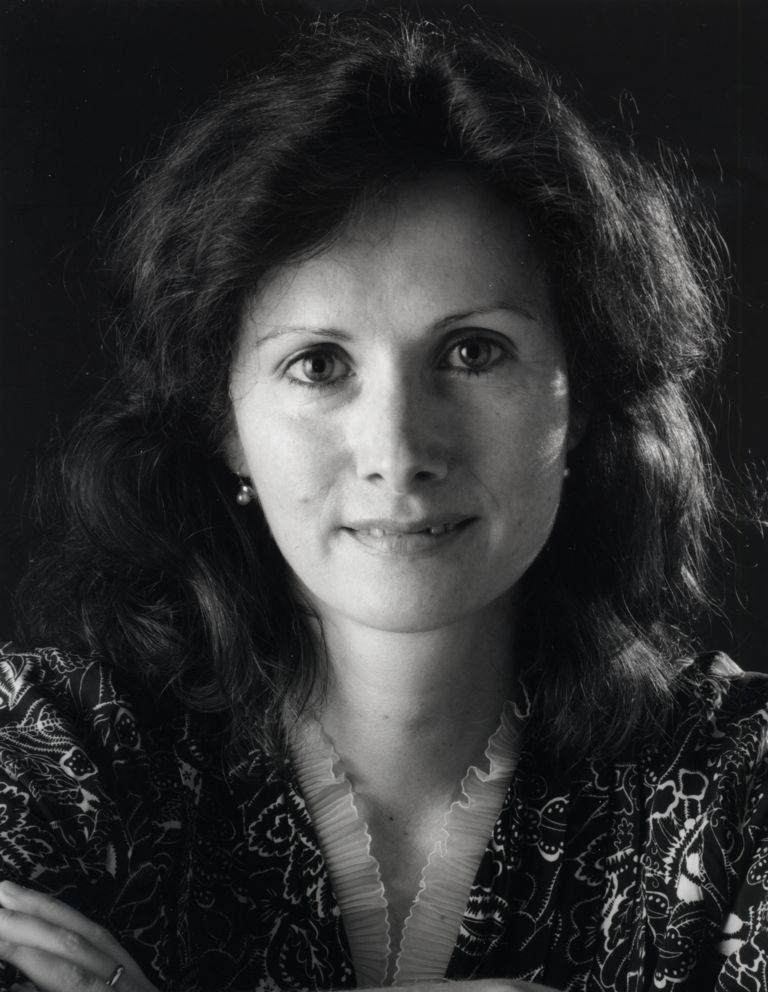
Marion Kemmerzell

Marion Kemmerzell (eigentlich Marion Klippert; * 31. März 1955 in Offenbach am Main) ist eine deutsche Schriftstellerin.

## Leben
Marion Kemmerzell, Tochter der Schauspielerin Ria Klippert, geborene Wullinger, und des Hörspielautoren und -regisseurs Werner Klippert, wollte ursprünglich Tänzerin werden und besuchte die Ballettklassen der Städtischen Bühnen Frankfurt, der Staatsoper Hamburg und des Staatstheaters Saarbrücken.
Später studierte sie Rechtswissenschaften, Kunstgeschichte und Archäologie in Saarbrücken und war Mitbegründerin des Theaters der Universität des Saarlandes. Als Tochter des Hörspielleiters Werner Klippert lernte sie Rundfunk- und Fernseharbeit in Hamburg, Saarbrücken und München kennen.
Sie arbeitete als Tänzerin, Schauspielerin, Regieassistentin und in einem Münchner Kunstauktionshaus. Seit 1995 lebt sie wieder im Saarland. Sie hat zwei Geschwister (Klef Thomas und Corodina Christine) und war mit Andreas Carl Obermeier († 17. Februar 2020) verheiratet.
Marion Kemmerzell heißt eigentlich Klippert und gehört dem Vorstand des VS (Verband Deutscher Schriftsteller) Saar an. Kemmerzell war der Geburtsname ihrer Großmutter Paula Klippert. Sie schreibt Romane und Erzählungen. Erzählungen sind unter anderem erschienen im Streckenläufer (Literaturzeitschrift Saarbrücken), in WortOrt (Herausgeber Karlhans Frank) und in den Saarbrücker Heften.

## Werke
- Udug. Gollenstein Verlag, 1998, ISBN 978-3-930008-96-4.
- Abel oder der Untergang des Himmels. Gollenstein Verlag, 2011, ISBN 978-3-938823-89-7.
- Windsbräute. Erzählungen. epubli, 2013, ISBN  978-3-8442-3325-4.
- Siebenschläfer. Roman. epubli, 2017, ISBN 978-3-7450-4455-3.
- Gestern im Jahr 634. Roman. Kröner Verlag, 2023, ISBN 978-3-520-76903-9.